# Le Quesnel
Le Quesnel é uma comuna francesa na região administrativa de Altos da França, no departamento de Somme. Estende-se por uma área de 11,38 km². Em 2010 a comuna tinha 795 habitantes (densidade: 69,9 hab./km²).